# 奈川渡ダム
奈川渡ダム（ながわどダム）は、長野県松本市、信濃川水系犀川の上流部・梓川に建設されたダム。管理者は、東京電力リニューアブルパワー。高さ155メートルのアーチ式コンクリートダムで、東京電力による大規模な水力発電所開発に伴い下流の水殿（みどの）ダム・稲核（いねこき）ダムとともに完成。これらは総称して安曇3ダム、もしくは梓川3ダムと呼ばれる。ダム湖（人造湖）の名は梓湖（あずさこ）という。

## 歴史

### 電源開発の歴史
犀川は飛騨山脈（北アルプス）槍ヶ岳（標高3,180メートル）を水源とし、上高地を経て松本盆地で奈良井川ほかを合流させ長野県内を北上、長野市で千曲川（長野県内における信濃川の呼称）へ合流する一級河川である。奈良井川を合流させる手前から上流部は梓川と呼ばれ、急しゅんな地形から明治時代より水力発電所の建設が進められていた。焼岳（標高2,455メートル）の噴火によって上高地に誕生した大正池を調整池として利用した霞沢発電所（梓川電力、39,000kW）、セバ谷ダムを調整池とした湯川発電所（京浜電力、6,000kW）などが上流に建設され、現在の奈川渡ダム地点には奈川渡発電所（京浜電力、18,000kW）があり、松本市波田地区西端の竜島温泉そばには竜島発電所（京浜電力、当時20,100kW）があった。これらは発生した電力を首都圏に向けて送電しており、戦時中の日本発送電による管轄を経て、戦後の電力会社再編成によって誕生した東京電力に移行した。
なおこのような経緯から、梓川近辺（長野県松本市の安曇地区、奈川地区）では標準周波数が60ヘルツの中部電力管内に位置する長野県内において、例外的に50ヘルツの電気が供給されている。また電気使用者は東京電力が供給した電気を受け取っているが、使用料金は中部電力に支払われており、それに応じて両会社間で料金のやりとりが行われている。
日本国内は戦後の復興を間もなくして急速な経済発展とともに電力需要は増大の一途をたどる。特に京浜工業地帯・京葉工業地域を営業エリア内に抱える東京電力は新規電源開発が急務となり、太平洋沿岸部に火力発電所を建設、福島県では原子力発電所の建設に着手した。一方で深夜の余剰電力を利用して水をくみ上げ、貯えた水による昼間のピーク需要に即応できる設備として揚水発電所の計画を進める。群馬県、利根川の上流部にその第一号として矢木沢ダム直下に矢木沢発電所を完成させた東京電力が、第二の建設先として選んだのが梓川だった。

### 中信平土地改良計画

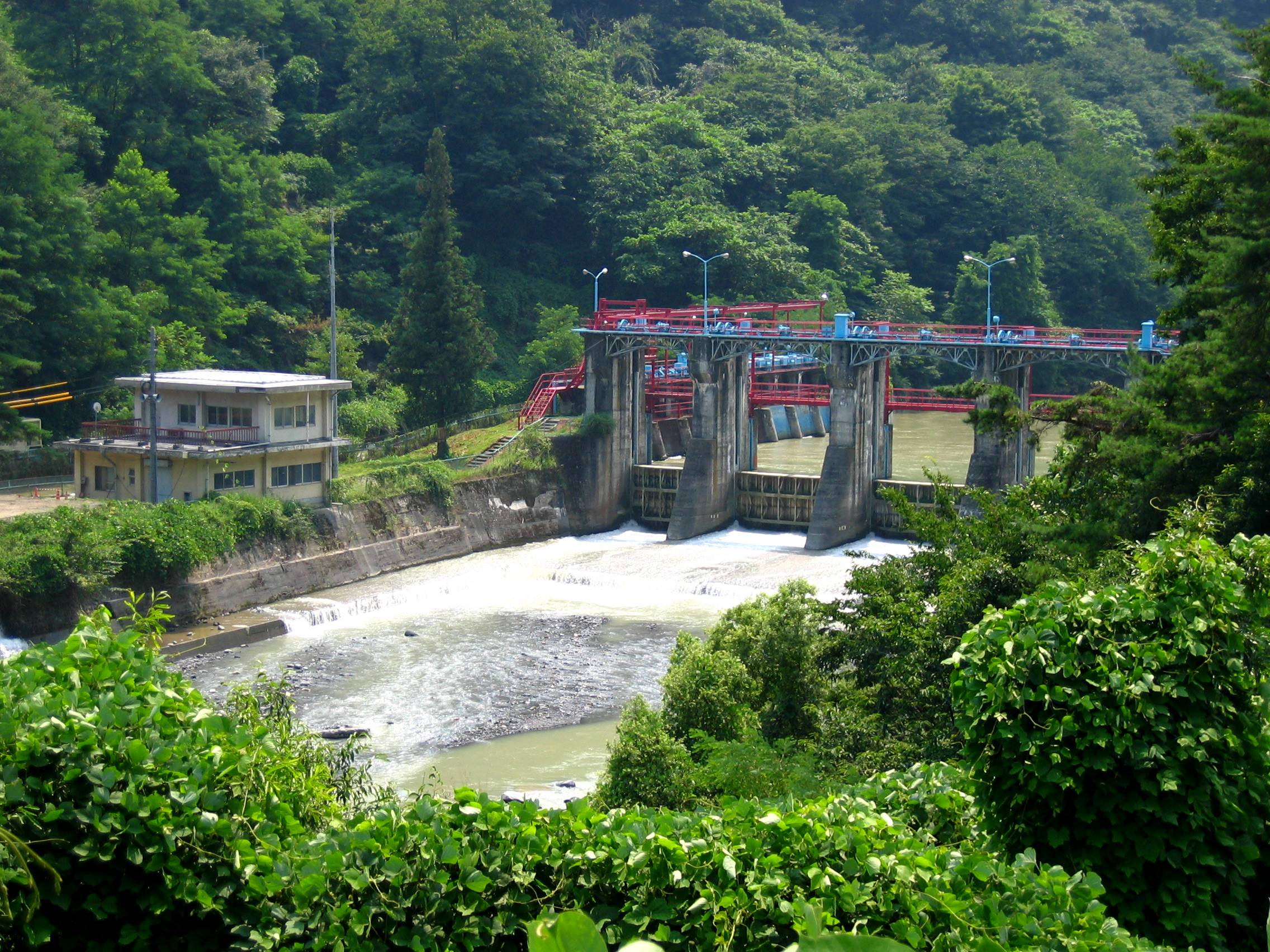
梓川頭首工
2006年撮影。2007年現在は大規模な改修工事中。

梓川の水は電力の発生だけにとどまらず、古くから農業用水としても利用されており、河川には水を取り入れるための堰（せき）もいくつかあった。しかし、梓川は一年を通して水量が豊富であったわけではなく、大きなため池などもなかったことから減水期にはしばしば水不足に陥った。また、大雨などによる増水時はそれらが流失・損壊するといった被害を受けていた。また、かんがい用水路が整備されていたのは堰付近の沿岸部に限られ、地下水を利用しようとするも水温が低く農業には適さず、広大な扇状地の大半は荒れ地であった。この状況を改善するため完成した大型の堰・梓川頭首工であったが、堆積する土砂によって取水困難な状態に陥ることもしばしばであったという。
地域の住民は水の安定して確保するため、ダム建設を求めた。上高地における大正池のかさ上げ開発のほか、上高地ダム・鳳ダムといった新規ダム建設計画案が検討されていた。東京電力がダム建設を検討していた同時期のことで、地元との協議を重ねた結果、東京電力が建設する新たなダムによって貯えられた水は農業用水として常時一定量が放流されることになり、それに伴い水が広大な土地すみずみまで行き渡るよう用水路が整備されることになった。

### 設計

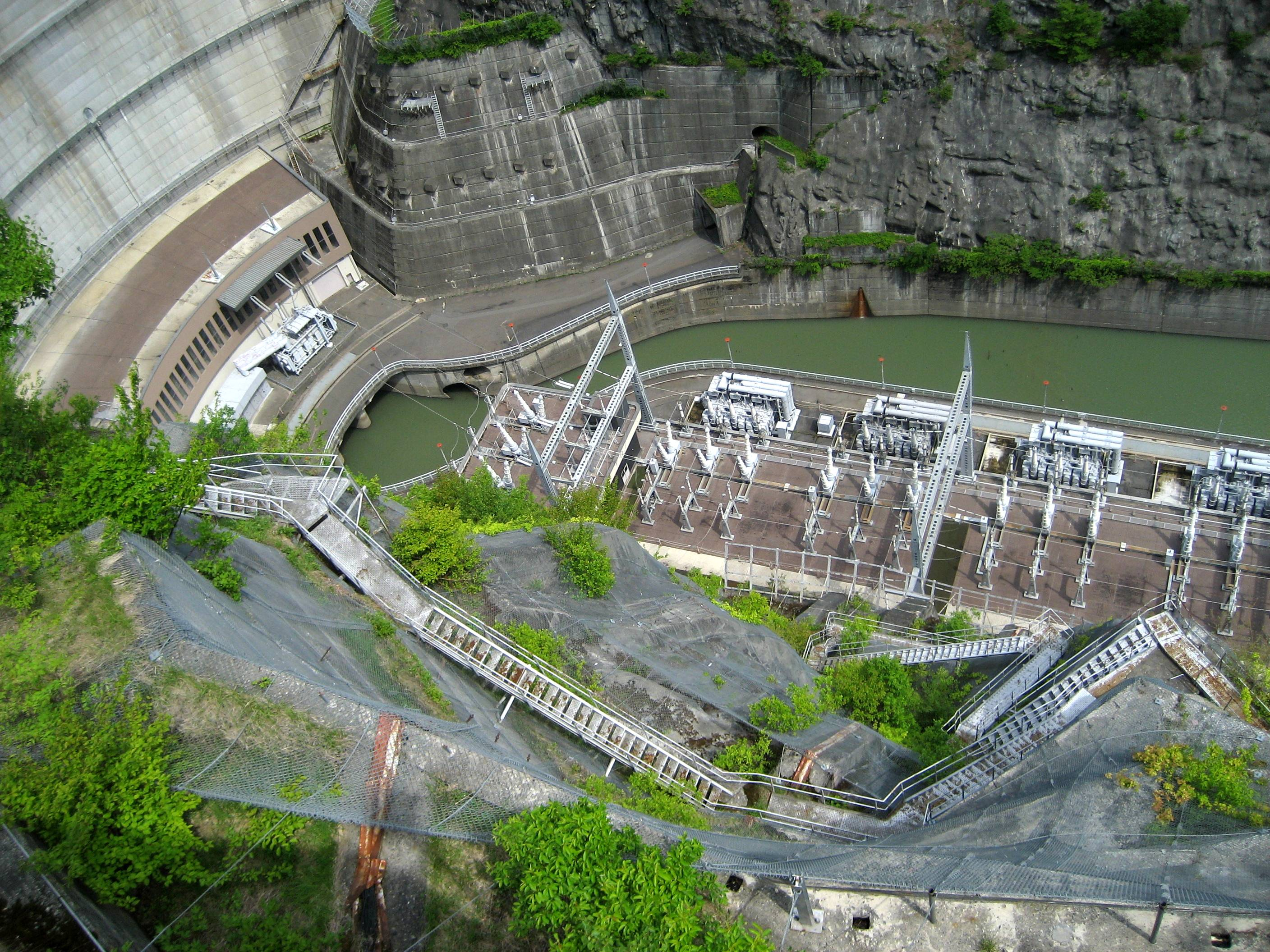
安曇発電所
写真左が奈川渡ダム直下の1・2号建屋、中央から右が3～6号建屋。

東京電力は1955年（昭和30年）に揚水発電を柱とする大規模な梓川電源開発案をまとめた。梓川にダムを3基建設し、連続する3貯水池をつなぐように揚水発電所を設けるというものである。奈川との合流点である奈川渡に1基、下流の水殿川との合流点に1基、稲核に1基、すべてドーム型のアーチ式コンクリートダムが建設されることになった。3ダムの完成により奈川渡・竜島という2か所の水力発電所が廃止されるが、代わりに安曇 (623,000kW)・水殿 (245,000kW)・新竜島 (32,000kW) という3か所の水力発電所が新設される。
計画の中核となる奈川渡ダムは当初、堤高を175メートルとする案があった。しかしマルパッセダム崩壊事故から安全性を考慮し、やや低めの155メートルとされた。発電所はダム直下に設置されることになり、10万キロワット級の水車発電機が6台設置されることになった。しかし、地形的問題からダム直下には2台を並べることが限界で、残る4台は右岸側下流に向かって並べられた。放流設備についてもダム直下に発電所を並べた関係で稲核ダムのような中央から滝のように放流するタイプのものはもちろん、地形的に水殿ダムのようなスキージャンプ式は採用できず、ダム左岸からトンネルを掘り発電所下流に放流するタイプのものが採用された。

### 建設工事
1964年（昭和39年）、東京電力はダム建設地点付近に第一・第二建設所を設置し、一部の準備作業に着手。1965年（昭和40年）には本格的着工をみせた。奈川渡ダムの建設はダム本体を鹿島建設が、発電機を三菱電機・東芝が手がけることになった。3ダム建設に必要な資材は関東地方で生産し、工事現場まで運搬するための交通網の整備が行われた。国鉄（現東日本旅客鉄道、通称JR東日本）中央本線（中央東線）を複線化し、松本駅構内の連絡線を経由してD51が松本電気鉄道上高地線渚駅まで貨物列車を牽引して乗り入れ、渚駅からは松本電鉄の電気機関車が赤松駅（1966年10月1日に新島々駅に改称）の資材集積場まで輸送。松本電鉄はこの資材輸送に対応して、ED40形電気機関車を新造している。当時道幅が4.5メートルしかなかった国道158号は、幅6.5メートルに拡幅された。3ダム建設工事における死傷者は合計99名。うち奈川渡ダムおよび直下の安曇発電所における死傷者はその大半を占める75名にものぼった。

### 完成
1969年（昭和44年）11月、3ダム完成を祝ってしゅん工式が催された。完成した奈川渡ダムは高さが155メートル、同じアーチ式コンクリートダムとして富山県・黒部川上流の黒部渓谷にある黒部ダム（関西電力）の186メートルに次ぐ日本第2位の高さを誇った。その後、奈川渡ダムよりもわずか1メートル高い温井ダムが完成し、現在では日本で3番目に高いアーチ式コンクリートダムである。水殿ダム・稲核ダムもまた奈川渡ダムと同様にアーチダムであり、同じ河川にアーチダムが3箇所も存在するのは犀川のみ。ダム湖である梓湖（あずさこ）は総貯水容量が1億2,300万立方メートルであり、長野県最大の湖である諏訪湖の2杯分の水が貯えられる。これは信濃川水系のダムの中で最大である。この水は膨大な量の電気を発生させるだけにとどまらず、下流に広がる農地4,000ヘクタールを潤す農業用水としても利用されている。
3ダム完成とともに梓川流域の水力発電所は一斉に無人化され、奈川渡ダム右岸の梓川自動制御所からの遠隔操作によって管理されることになった。奈川渡ダム直下の安曇発電所ではダム建設と並行して発電機の設置が着々と進められ、1969年（昭和44年）5月に1・2号機が運転開始。同年10月に5・6号機が、1970年（昭和45年）8月には3・4号機が運転開始した。梓川自動制御所はのちに下流の波田町に移転し、梓川総合制御所に改称。残されたビルは改修され、一軒のテナントで埋められた。これが梓川テプコ館（福島第一原子力発電所事故による東京電力の広報活動規模縮小のため、2011年春に閉鎖された）である。
3ダム完成に伴い、南安曇郡安曇村・奈川村双方において多くの家屋が水没することになった。住民の多くは東筑摩郡波田町などの下流の町に移転。安曇村・奈川村・波田町は平成の大合併により松本市の一部となっている。

## 諸問題

### ダム名称問題
奈川渡ダムという名称は、梓川とその支流である奈川の合流地点にある地名「奈川渡」に由来する。ダム建設の最中、東京電力がこのダムの名称を安曇ダムに決定したと新聞が報じたことで、旧奈川村住民の反発を受けた。抗議を受けた東京電力はダムの名前を「奈川渡ダム」とした。

## 周辺

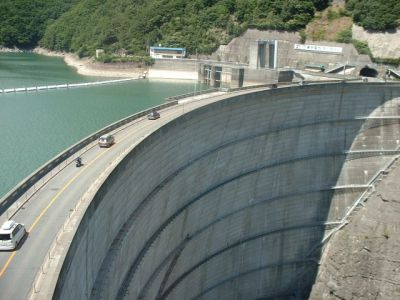
奈川渡ダム天端を走る国道158号

ダム天端には国道158号が敷設され、上流は高山市方面、下流は松本市街地方面となっている。上流の高山市方面の道路は左岸を通っているが、ダム天端道路で右岸へと渡る。ダムは長野県道26号奈川木祖線の起点になっており、奈川木祖線は長野県道・岐阜県道39号奈川野麦高根線に接続していることから、木曽地域、松本地域、飛騨地域を結ぶ交通の要衝となっている。上高地や乗鞍高原などの北アルプスの観光名所へのアクセス道路であり、観光道路としても要衝となっている。
ダム天端は国道とあって自由に通行できる。奈川渡ダム上流側には静かな湖面が広がり、一方で下流側は155メートル下を見下ろせる断崖絶壁となっている。奈川渡ダムのアーチ形状は「ドーム型」といい、その垂直断面は基礎から上に行くにつれ下流側に向かって湾曲している。つまり、ダム天端から下に垂線をおろすとダム下流側に飛び出すこととなる。こうした形状から下流の面には雨が当たらず、コンクリートの地肌は現在でも白さを保っている。
ダム右岸には東京電力のピーアール施設である梓川テプコ館があった。アルピコ交通上高地線・新島々駅よりアルピコ交通バスに乗車、バス停「奈川渡ダム」下車すぐ。テプコ館では無料で安曇発電所の見学を受け付けており、大きくせり出したダムを直下から見上げることができた。発電所玄関横には実際に使用されていた水車が二分割された状態で展示されていた。なお2011年の福島第一原子力発電所事故により東京電力は広報活動を縮小し、この施設を閉鎖した。

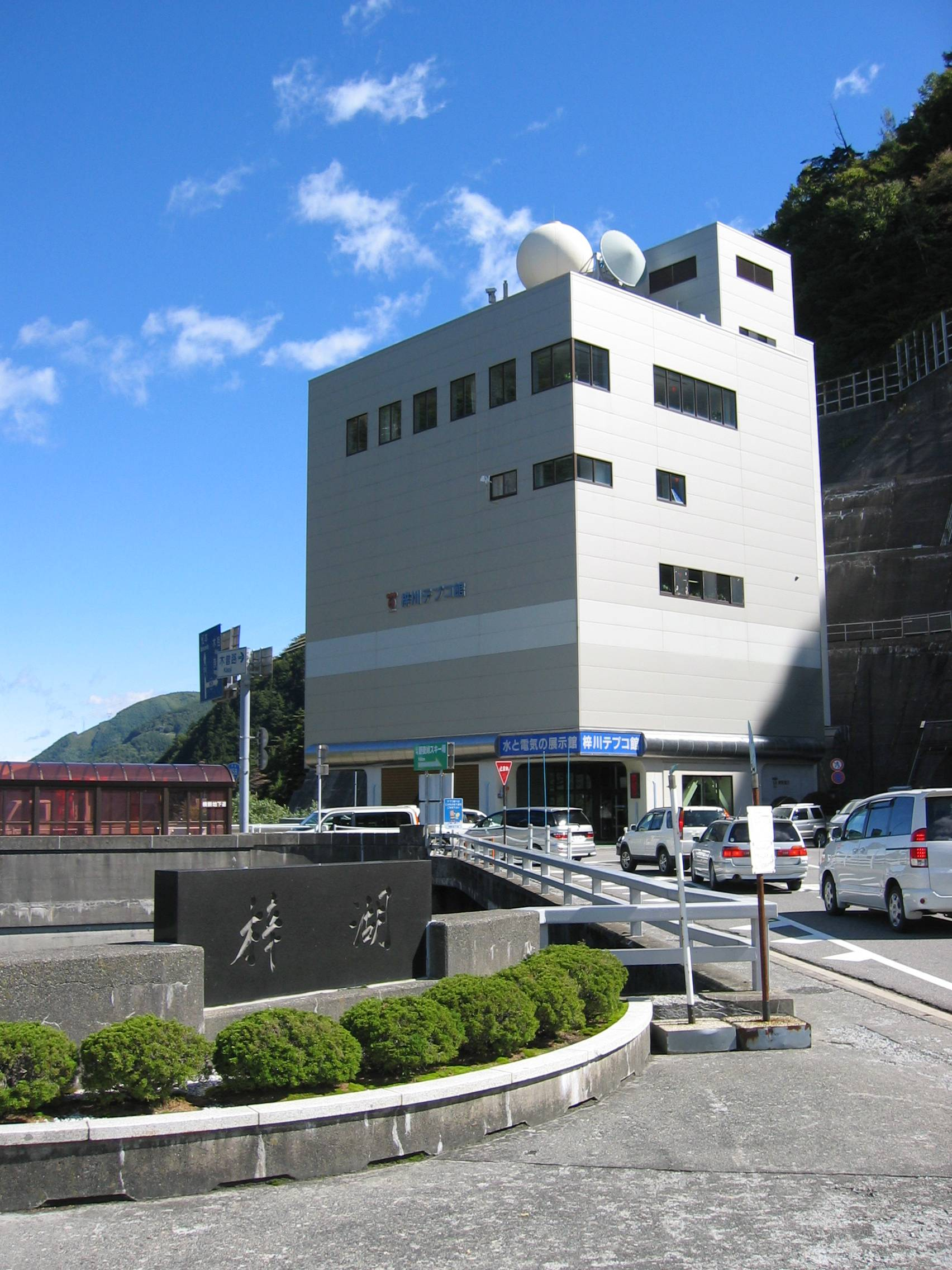
旧梓川テプコ館 手前に梓湖の碑。
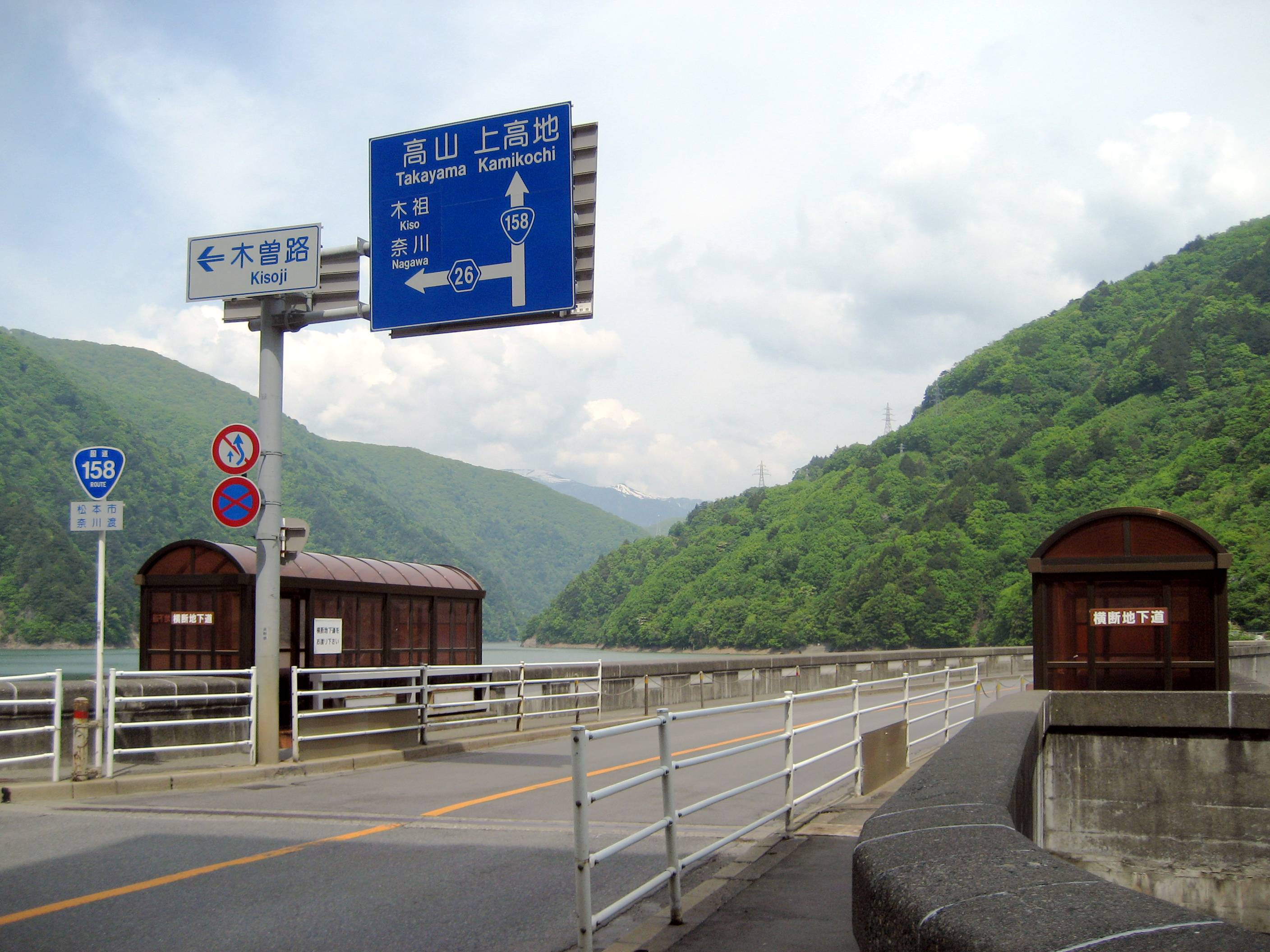
旧梓川テプコ館前には道路を横断する地下道がある。
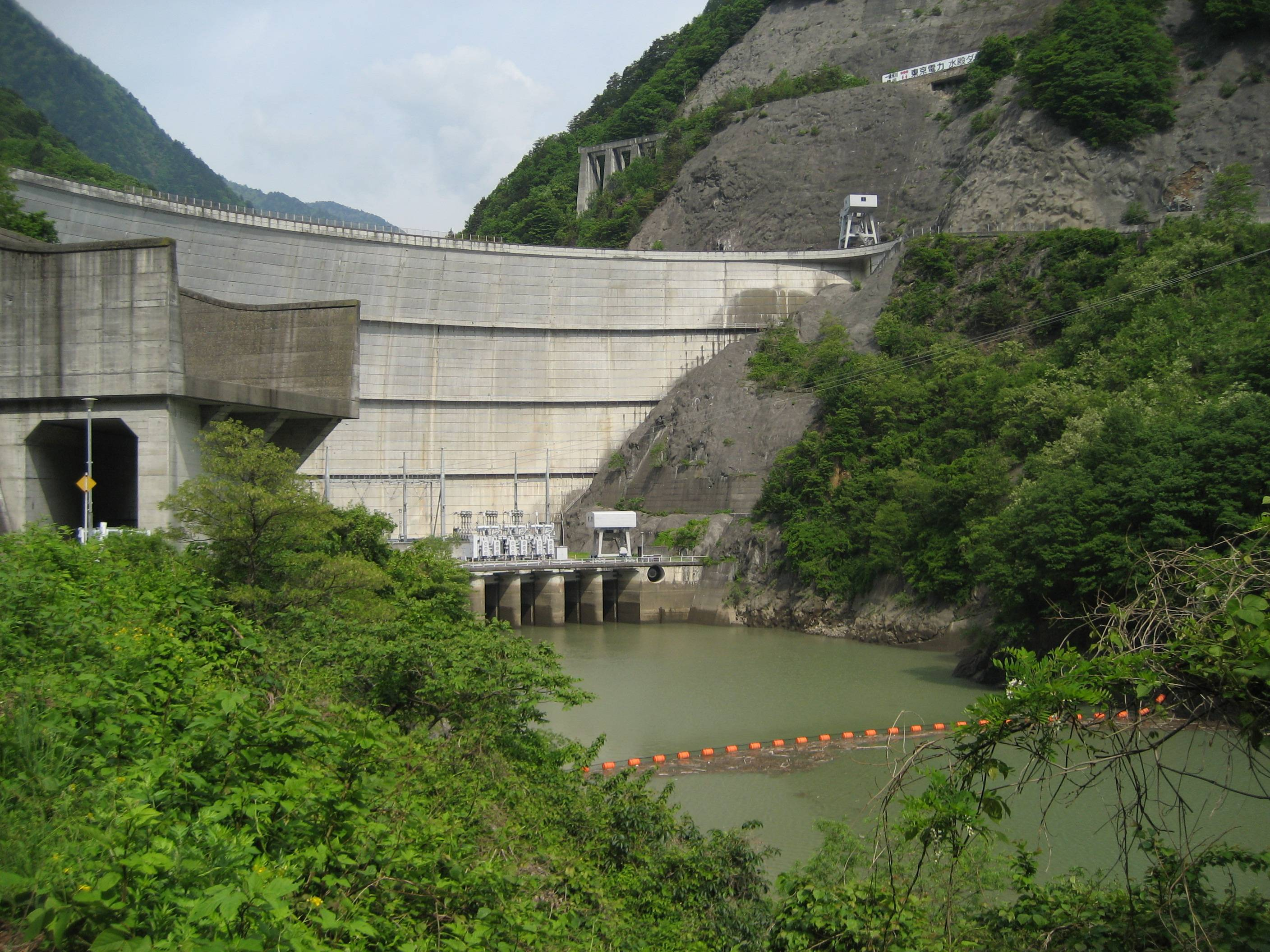
水殿ダム
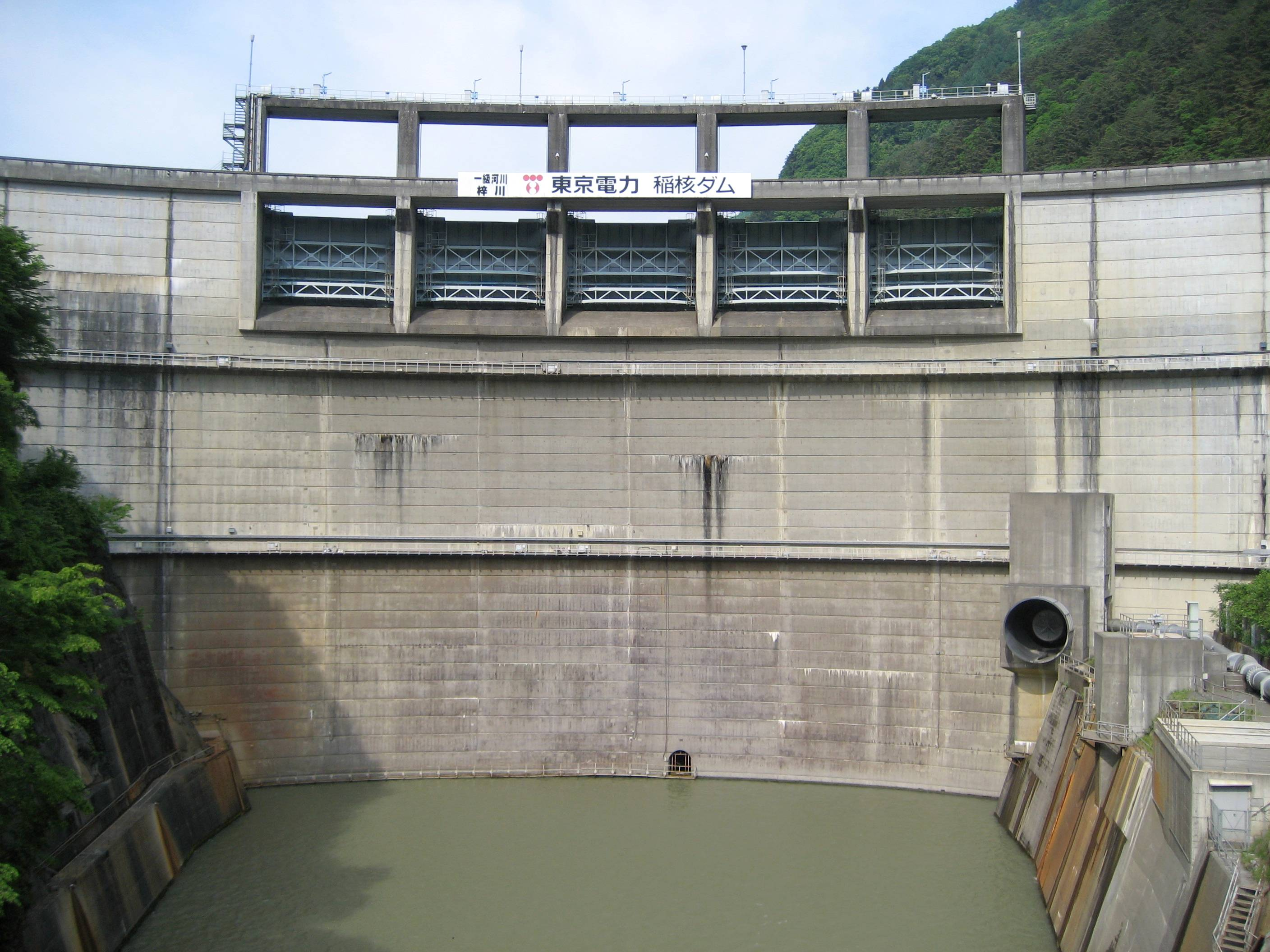
稲核ダム

## 奈川渡ダムに関する作品
- 『水底の記念写真』 - 松本市立奈川小中学校（中学校1年生）制作のドキュメンタリー映画。中学生らが古い写真をもとに奈川渡ダム建設当時を知るお年寄りのもとを訪ね、その歴史を振り返る。キッド・ウィットネス・ニュース日本2010年度最優秀作品賞・ドキュメンタリー賞受賞。